# CS Minaur Baia Mare (fotbal)
Minaur Baia Mare este o echipă de fotbal din municipiul Baia Mare,  Maramureș, România, ce activează în cadrul Clubului Sportiv Minaur. CS Minaur este un club de drept public care aparținând primăriei municipiului Baia Mare.

## Istoric

### FC Municipal Baia Mare: 2012-2016.
Liga IV MM 2012 - 2013.
- În vara anului 2012 apare Fotbal Club Municipal Baia Mare și se înscrie în Liga a IV-a.
- În  sezon 2012 - 2013 al Ligii IV MM, Seria Sud echipa Fotbal Club Municipal Baia Mare are o evoluție foarte bună,terminând campionatul pe locul 1, devenind campioană.
- Fotbal Club Municipal Baia Mare a adunat un total de 90 puncte din 30 meciuri disputate, obținând 30 victorii, 0 egaluri și 0 înfrângeri, marcând 241 de goluri și primind 16 goluri,cu un golaveraj de +225 goluri.
- În 12.06.2013 s-a jucat  finala campionatului din Liga IV MM la Baia Mare pe "Stadionul Viorel Mateianu" între echipele din cele două serii: Fotbal Club Municipal Baia Mare - Iza Dragomirești scor 6 - 0.
- Fotbal Club Municipal Baia Mare a câștigat Liga a IV-a Maramureș și s-a calificat pentru barajul de promovare în Liga a III a.
- În 19.06.2013 la Cluj Napoca se dispută  barajul de promovare în Liga III între echipele Fotbal Club Municipal Baia Mare -  Heniu Prundu Bârgăului scor 5 - 0.
- Echipa Fotbal Club Municipal Baia Mare câștiga barajul și implicit promovează în Liga III.

Cupa României  2012 - 2013.
- 28.08.2012 în Runda IV a Cupei României, disputată la Satu Mare pe "Stadionul Olimpia" între: Fotbal Club Municipal Baia Mare - Olimpia Satu Mare scor 0 - 1.

Liga III  2013 - 2014.
- În  sezon 2013 - 2014 al Ligii III, Seria  V  echipa Fotbal Club Municipal Baia Mare are o evoluție modestă, terminând campionatul pe locul 5.
- Fotbal Club Municipal Baia Mare a adunat un total de 29 puncte din 20 meciuri disputate, obținând 8 victorii, 5 egaluri și 7 înfrângeri, marcând 27 de goluri și primind 25 de goluri,cu un golaveraj de +2 goluri.

Liga III  2014 - 2015.
- În  sezon 2014 - 2015 al Ligii III, Seria V  echipa Fotbal Club Municipal Baia Mare are o evoluție excelentă, terminând campionatul pe locul 1, devenind campioană.
- Fotbal Club Municipal Baia Mare a adunat un total de 57 puncte din 26 meciuri disputate, obținând 18 victorii, 3 egaluri și 5 înfrângeri, marcând 53 de goluri și primind 13 de goluri,cu un golaveraj de +40 goluri.
- În  sezon 2014 - 2015 al Ligii III, Serie V  echipa Fotbal Club Municipal Baia Mare  câștigă toate meciurile disputate acasă pe "Stadionul Viorel Mateianu" neprimind nici un gol.
- În  sezonului 2014 - 2015 echipa Fotbal Club Municipal Baia Mare din cele 11 meciuri disputate acasă pe "Stadionul Viorel Mateianu" a adunat: 39 puncte, din 13 meciuri disputate, obținând 13 victorii, 0 egaluri și 0 înfrângeri, marcând 34 goluri și neprimind niciun gol.
- La finalul sezonului 2014 - 2015 echipa Fotbal Club Municipal Baia Mare promovează în Liga II.

Cupa României  2014 - 2015.
- 16.07.2014 în Faza I a Cupei României, disputată la Baia Mare pe "Stadionul Viorel Mateianu" între: Fotbal Club Municipal Baia Mare - Speranța Coltău scor 10 - 1.
- 30.07.2014 în Faza II a Cupei României, disputată la Baia Mare pe "Stadionul Viorel Mateianu" între: Fotbal Club Municipal Baia Mare - Someșul Oar scor 6 - 1.
- 13.08.2014 în Faza III a Cupei României, disputată la Baia Mare pe "Stadionul Viorel Mateianu" între: Fotbal Club Municipal Baia Mare - Unirea Jucu scor 1 - 3.

Liga II  2015 - 2016.
- În  sezon 2015 - 2016 al Ligii II, Seria II echipa Fotbal Club Municipal Baia Mare are o evoluție bună, terminând campionatul pe locul 4, obținând calificarea în Play Off, pentru promovarea în Divizia  A.
- Fotbal Club Municipal Baia Mare a adunat un total de 46 puncte din 26 meciuri disputate, obținând 13 victorii, 7 egaluri și 6 înfrângeri, marcând 33 de goluri și primind 15 de goluri,cu un golaveraj de +18 de goluri.
- În actualul sezon 2015 - 2016 echipa Fotbal Club Municipal Baia Mare, a fost penalizată cu 16 puncte de Federația Română de Fotbal (FRF),pentru neachitarea datoriilor către foști săi jucători.
- În Play Off echipa Fotbal Club Municipal Baia Mare  a adunat un total de 8 puncte din 10 meciuri disputate, obținând 2 victorii, 2 egaluri și 6 înfrângeri, marcând 16 de goluri și primind 20 de goluri, cu un golaveraj de −4 de goluri.
- Datorită situației tensionată dintre Fotbal Club Municipal Baia Mare și primăria municipiului Baia Mare,a dus la abandon și la retragerea din Liga II.
- Fotbal Club Municipal Baia Mare  este obligată să se retragă întrucât nu poate obține omologarea "Stadionului Viorel Mateianu" pentru sezonul 2016 - 2017 din Liga II.
- În vara anului 2016, finanțatorul echipei Fotbal Club Municipal Baia Mare, Cristian Șpan, a declarat falimentul clubului și retragerea echipei din campionat.

Cupa României  2015 - 2016.
- 25.08.2015 în Faza IV a Cupei României, disputată la Rădăuți pe "Stadionul Municipal" între: Fotbal Club Municipal Baia Mare - Bucovina Rădăuți scor 4 - 3.
- 09.09.2015 în Faza V a Cupei României, disputată la Baia Mare pe "Stadionul Viorel Mateianu" între: Fotbal Club Municipal Baia Mare - Olimpia Satu Mare scor 1 - 0 după prelungiri.
- 23.09.2015 în șaisprezecimile  Cupei României, disputată la Baia Mare pe "Stadionul Viorel Mateianu" între: Fotbal Club Municipal Baia Mare - Fotbal Club Voluntari scor 1 - 0.
- 29.10.2015 în optimile Cupei României, disputată la Baia Mare pe "Stadionul Viorel Mateianu" între: Fotbal Club Municipal Baia Mare - FCSB scor 1 - 1 după 120 minute, iar după loviturile de departajare scorul a fost 1 - 4.
- Meciul s-a disputat în nocturnă la Baia Mare pe "Stadionul Viorel Mateianu" în fața a aproximativ 16.000 de spectatori.
- Echipa  Fotbal Club Municipal Baia Mare din meciul cu  FCSB: Vasile Pop; Ciprian Duraș; Mihai Ionel Deac; Silviu Balaure; Adrian  Codin; Sergiu Arnăutu; Alin Bota; Octavian Ormenișan; Milian Urs; Răzvan Lupu;Bogdan Străut; Vlad Gherman; Florin Ilie;Paul Păcurar; Radu Leonte; Alin Ignea; Cosmin Sârbu;Marius Vasile Hodor.
- Inactivitate[8][9]
- În perioada 2016 - 2017 echipa Fotbal Club Municipal Baia Mare a fost desființată.

### CS Minaur Baia Mare: 2017-prezent
Liga IV MM   2017 - 2018.
- În vara anului 2018 echipa se reorganizează, își schimbă numele în Club Sportiv Minaur Baia Mare și se înscrie în Liga IV.
- În  sezon 2017 - 2018 al Ligii IV MM, Seria Sud echipa Club Sportiv Minaur Baia Mare are o evoluție foarte bună,terminând campionatul pe locul 1, devenind campioană.
- Club Sportiv Minaur Baia Mare a adunat un total de 55 puncte din 20 meciuri disputate, obținând 18 victorii, 1 egaluri și 1 înfrângeri, marcând 106 de goluri și primind 10 de goluri,cu un golaveraj de +96 goluri.
- În 10.06.2018 s-a jucat  prima manșă a finalei campionatului din Liga IV MM disputată la Vișeu pe "Stadionul Orășenesc" între echipele din cele două serii: Club Sportiv Minaur Baia Mare - Vișeul de Sus scor 4 - 0.
- În 16.06.2018 s-a jucat a doua manșă a finalei campionatului din Liga IV MM disputată la Baia Mare pe "Stadionul Viorel Mateianu" între echipele din cele două serii: Club Sportiv Minaur Baia Mare - Vișeul de Sus scor 7 - 0.
- Club Sportiv Minaur Baia Mare a câștigat Liga a IV-a Maramureș și s-a calificat pentru barajul de promovare în Liga a III a.
- În 23.06.2018 s-a jucat prima manșă din Play Off  pentru promovarea în Liga III disputată la Baia Mare pe "Stadionul Viorel Mateianu" între echipele: Club Sportiv Minaur Baia Mare - CSC Sânmartin scor 0 - 0.
- În 30.06.2018 s-a jucat a doua manșă din Play Off  pentru promovarea în Liga III disputată la Sânmartin pe "Stadionul Comunal" între echipele : Club Sportiv Minaur Baia Mare - CSC Sânmartin scor 2 - 0.
- Club Sportiv Minaur Baia Mare a câștigat Play Offul  și s-a calificat  în Liga a III a.

Cupa României  2017 - 2018.
- În sezonul 2017 - 2018 Club Sportiv Minaur Baia Mare a câștigat Cupa României pe regiunea Maramureș.
- 27.09.2017 în Etapa II a Cupei României, disputată la Baia Mare pe "Stadionul Viorel Mateianu" între:  Club Sportiv Minaur Baia Mare - CS Seini scor 6 - 0.
- 11.11.2017 în Epapa III a Cupei României, disputată la Baia Mare pe "Stadionul Viorel Mateianu" între:  Club Sportiv Minaur Baia Mare - CS Fărcașa scor 5 - 1.
- 02.05.2017 în Etapa IV a Cupei României, disputată la Baia Mare pe "Stadionul Viorel Mateianu" între:  Club Sportiv Minaur Baia Mare - ACS FC Lăpușul Târgu Lăpuș scor 5 - 0.
- 03.06.2018 în Etapa VI a Cupei României, disputată la Baia Mare pe "Stadionul Viorel Mateianu" între:  Club Sportiv Minaur Baia Mare - CS Progresul Șomcuta Mare scor 5 - 0.
- 06.06.2018 în FINALA a Cupei României, disputată la Baia Mare pe "Stadionul Viorel Mateianu" între:  Club Sportiv Minaur Baia Mare - CS Zorile Moisei scor 6 - 0.

Liga III  2018 - 2019.
- În  sezon 2018 - 2019 al Ligii III, Seria  V  echipa Club Sportiv Minaur Baia Mare are o evoluție bună, terminând campionatul pe locul 3.
- Club Sportiv Minaur Baia Mare a adunat un total de 57 puncte din 30 meciuri disputate, obținând 16 victorii, 9 egaluri și 5 înfrângeri, marcând 46 de goluri și primind 22 de goluri,cu un golaveraj de +24 goluri.

Cupa României  2018 - 2019.
- 01.08.2018 în Faza I a Cupei României, disputată la Jibou pe "Stadionul Rapid" între:  Club Sportiv Minaur Baia Mare - Rapid Jibou scor 2 - 0.
- 15.08.2018 în Faza II a Cupei României, disputată la Baia Mare pe "Stadionul Viorel Mateianu" între:  Club Sportiv Minaur Baia Mare - Unirea Tășnad scor 3 - 1.
- 28.08.2018 în Faza III a Cupei României, disputată la Baia Mare pe "Stadionul Viorel Mateianu" între:  Club Sportiv Minaur Baia Mare - FC Recea scor 0 - 1.

Liga III  2019 - 2020.
- În  sezon 2019 - 2020 al Ligii III, Seria  V  echipa Club Sportiv Minaur Baia Mare are o evoluție bună, terminând campionatul pe locul 2, calificându-se în Play-Off pentru promovarea în Lia II.
- Club Sportiv Minaur Baia Mare a adunat un total de 33 puncte din 16 meciuri disputate, obținând 10 victorii, 3 egaluri și 3 înfrângeri, marcând 25 de goluri și primind 8 de goluri,cu un golaveraj de +17 goluri.
- În 05.08.2020 s-a jucat prima manșă din Play Off  pentru promovarea în Liga II disputată la Baia Mare pe "Stadionul Viorel Mateianu" între echipele: Club Sportiv Minaur Baia Mare - FC Recea scor 2 - 1.
- În 09.08.2020 s-a jucat a doua manșă din Play Off  pentru promovarea în Liga II disputată la Recea pe "Stadionul Comunal" între echipele: Club Sportiv Minaur Baia Mare - FC Recea scor 1 - 2 după 120 min și 3 - 4 după penaltyuri.

Cupa României  2019 - 2020.
- 27.08.2019 în Faza III a Cupei României, disputată la Baia Mare pe "Stadionul Viorel Mateianu" între:  Club Sportiv Minaur Baia Mare - FC Recea scor 0 - 2.

Liga III  2020 - 2021.
- În  sezon 2020 - 2021 al Ligii III, Seria X echipa Club Sportiv Minaur Baia Mare are o evoluție bună, terminând campionatul pe locul 1, devenind campioană și calificându-se în Play-Off pentru promovarea în Lia II.
- Club Sportiv Minaur Baia Mare a adunat un total de 37 puncte din 18 meciuri disputate, obținând 11 victorii, 4 egaluri și 3 înfrângeri, marcând 41 de goluri și primind 22 de goluri,cu un golaveraj de +19 goluri.
- În 08.05.2021 s-a jucat prima manșă a barajului  de  promovare în Liga II disputată la Baia Mare pe "Stadionul Viorel Mateianu" între echipele: Club Sportiv Minaur Baia Mare - Unirea Dej scor 0 - 0.
- În 15.05.2021 s-a jucat a doua manșă din barajul  de promovare în Liga II disputată la Dej pe "Stadionul Unirea" între echipele: Club Sportiv Minaur Baia Mare - Unirea Dej scor 1 - 2.

Cupa României  2020 - 2021.
- 07.10.2020 în Faza III a Cupei României,  echipa Club Sportiv Minaur Baia Mare pierde meciul la masa verde scor ( 0 - 3) înpotriva echipei FC Recea. Echipa Minaur Baia Mare, a avut mulți jucatori infectați cu COVID - 19.

Liga III  2021 - 2022.
- În  sezon 2021 - 2022 al Ligii III, Seria X echipa Club Sportiv Minaur Baia Mare are o evoluție bună, terminând campionatul pe locul 1, devenind campioană și calificându-se în Play-Off pentru promovarea în Lia II.
- Club Sportiv Minaur Baia Mare a adunat un total de 42 puncte din 18 meciuri disputate, obținând 13 victorii, 3 egaluri și 2 înfrângeri, marcând 57 de goluri și primind 20 de goluri,cu un golaveraj de +37 goluri.
- În sezonul  2021 - 2022 al Ligii III, Seria X echipele calificate în Play Off sunt:Club Sportiv Minaur Baia Mare;  Club Atletic Oradea; Lotus Bâile Felix; Minerur Dej.
- În Play Off, echipa Club Sportiv Minaur Baia Mare a adunat un total de 16 puncte din 9 meciuri disputate, obținând 5 victorii, 1 egaluri și 3 înfrângeri, marcând 15 goluri și primind 8 goluri,cu un golaveraj de +7 goluri.
- Club Sportiv Minaur Baia Mare a terminat Play Off pe locul 1, calificându-se pentru barajul de promovare în Liga II.
- În 25.05.2022 s-a jucat prima manșă a barajului  de  promovare în Liga II disputat la Cugir pe "Stadionul Cugir" între echipele: Club Sportiv Minaur Baia Mare - Metalurgistul Cugir scor 4 - 0.
- În 28.05.2022 s-a jucat a doua manșă din barajul  de promovare în Liga II disputat la Baia Mare pe "Stadionul Viorel Mateianu" între echipele: Club Sportiv Minaur Baia Mare - Metalurgistul Cugir scor 3 - 2.
- În 04.06.2022  s-a jucat prima manșă a finalei  din barajul  de promovare pentru Liga II, disputată la Hunedoara pe "Stadionul Michael Klein " între echipele: Club Sportiv Minaur Baia Mare - Corvinul Hunedoara scor 1 - 2.
- În 08.06.2022  s-a jucat a doua  manșă a finalei  din barajul  de promovare pentru Liga II, disputată la Baia Mare pe "Stadionul Viorel Mateianu " între echipele: Club Sportiv Minaur Baia Mare - Corvinul Hunedoara scor 4 - 1.
- În sezonul 2021 - 2022 din Liga III, Seria X echipa Club Sportiv Baia Mare a reușit ceea mai mare victorie în deplasare în fața echipei Luceafărul Oradea scor 12 - 0.
- La finalul sezonul competițional 2021 - 2022 din Liga III echipa Club Sportiv Baia Mare a reușit să promoveze în Liga II.

Cupa României  2021 - 2022.
- 11.08.2021 în Faza II a Cupei României, disputată la Satu Mare pe "Stadionul Olimpia " între:  Club Sportiv Minaur Baia Mare - CSM Satu Mare scor 2 - 0.
- 25.08.2021 în Faza III a Cupei României, echipa:  Club Sportiv Minaur Baia Mare a câștigat meciul la masa verde (3 - 0) împotriva echipei FC Recea care s-a retras din competiție. Rezultatul a fost stabilit de FRF.
- 08.09.2021 în Faza IV a Cupei României, disputată la Dej pe "Stadionul Municipal " între:  Club Sportiv Minaur Baia Mare - Unirea Dej scor 1 - 0.
- 08.09.2021 în șaisprezecimile Cupei României, disputată la Baia Mare pe "Stadionul Viorel Mateianu " între:  Club Sportiv Minaur Baia Mare - Politehnica Iași scor 3 - 1.
- 27.10.2021 în optimile Cupei României, disputată la Baia Mare  pe "Stadionul Viorel Mateianu " între:  Club Sportiv Minaur Baia Mare - Universitatea Craiova scor 0 - 4.

Meciuri  Amicale Internaționale 2022.
- În vara anului 2022 echipa Minaur Baia Mare susține mai multe mecuri amicale de pregătire în Ungaria, pregătind noul sezon competițional.
- În 13.07.2022 are loc meciul amical disputat la Hatvan între echipele:  Minaur Baia Mare - Fotbal Club Hatvan (Ungaria ) scor 1 - 0.
- În 13.07.2022 are loc meciul amical disputat  între echipele:  Minaur Baia Mare - Bank Dalnoki (Ungaria ) scor 3 - 0.
- În 15.07.2022 are loc meciul amical disputat la Győr între echipele:  Minaur Baia Mare - Fotbal Club Győr (Ungaria ) scor 3 - 0.
- În 19.07.2022 are loc meciul amical disputat la Tiszafüredi între echipele:  Minaur Baia Mare - Tiszafüred Városi Sportegyesület (Ungaria ) scor 4 - 1.
- În 20.07.2022 are loc meciul amical disputat la Nyíregyháza între echipele:  Minaur Baia Mare - Nyíregyháza Spartacus Fotbal Club (Ungaria ) scor 4 - 1.

Liga II  2022 - 2023.
- În  sezon 2022 - 2023 al Ligii II, echipa Club Sportiv Minaur Baia Mare are o evoluție foarte slabă, terminând campionatul pe locul 18, iar la finalul sezonului  retrogradează în Liga a-III-a.
- Club Sportiv Minaur Baia Mare a adunat un total de 16 puncte din 19 meciuri disputate, obținând 3 victorii, 7 egaluri și 9 înfrângeri, marcând 18 goluri și primind 29 goluri,cu un golaveraj de −11 goluri.
- Datorită locului 18 obținut în sezonul regulat, echipa Club Sportiv Minaur Baia Mare a fost repartizată în grupa A din Play Out.
- În Play Out, echipa Club Sportiv Minaur Baia Mare a adunat un total de 6 puncte din 6 meciuri disputate, obținând 1 victorii, 3 egaluri și 2 înfrângeri, marcând 3 goluri și primind 4 goluri,cu un golaveraj de −1 goluri.
- Club Sportiv Minaur Baia Mare a terminat Play Out pe locul 6, retrogradând în Liga a III a.

Cupa României  2022 - 2023.
- 14.09.2022 în Faza III a Cupei României, disputată la Satu Mare pe "Stadionul Olimpia " între:  Club Sportiv Minaur Baia Mare - CSM Satu Mare scor 2 - 1.
- 27.09.2022 în Play - Off - ului  Cupei României, disputată la Cernavodă pe "Stadionul Ideal " între:  Club Sportiv Minaur Baia Mare - Axiopolis Cernavodă scor 5 - 4 după prelungiri.
- Echipa  Club Sportiv Minaur Baia Mare a fost repartizată de (FRF) în grupa D alături de: Universitatea Craiova, FC Argeș, Chindia Târgoviște, Club Sportiv Ocna Mureș, FC Hermannstadt.
- 20.10.2022 în primul meci din Grupa D a Cupei României, disputat la Pitești pe "Stadionul Nicolae Dobrin " între:  Club Sportiv Minaur Baia Mare - FC Argeș scor 0 - 0.
- 09.11.2022 în al doilea meci din  Grupa D a Cupei României, disputat la Sibiu pe "Stadionul Municipal " între:  Club Sportiv Minaur Baia Mare - FC Hermannstadt scor 2 - 3.
- 07.12.2022 în al treilea meci din  Grupa D a Cupei României, disputată la Ocna Mureș pe "Stadionul Soda " între:  Club Sportiv Minaur Baia Mare - Club Sportiv Ocna Mureș scor 6 - 0.
- Club Sportiv Minaur Baia Mare s-a clasat pe locul 3 în Grupa D a Cupei României, adunând 4 puncte din 3 meciuri disputate, obținând 1 victorie, 1 egal și 1 înfrângere, marcând 8 goluri și primind 3 goluri,cu un golaveraj de +5 goluri.

Meci  Amical Internațional 2023.
- În 05.02.2023 are loc meciul amical  disputat la Mostar între echipele: Club Sportiv Minaur Baia Mare - Fotbal Klub Velež Mostar (Bosnia  Herzegovina ) scor 1 - 1.

Liga III  2023 - 2024.
- În  sezon 2023 - 2024 al Ligii III, Seria X echipa Club Sportiv Minaur Baia Mare are o evoluție foarte slabă, terminând campionatul regulat pe locul 10, iar la finalul sezonului  chiar dacă a evoluat în Play Out a reușit să se mențină în  Liga a-III-a.
- În sezonul regulat echipa Club Sportiv Minaur Baia Mare a adunat un total de 14 puncte din 18 meciuri disputate, obținând 3 victorii, 5 egaluri și 10 înfrângeri, marcând 18 goluri și primind 31 goluri,cu un golaveraj de −13 goluri.
- Datorită locului 10 obținut în sezonul regulat, echipa Club Sportiv Minaur Baia Mare a fost repartizată în grupa Play Out.
- În Play Out, echipa Club Sportiv Minaur Baia Mare a adunat un total de 24 puncte din 10 meciuri disputate, obținând 7 victorii, 3 egaluri și 0 înfrângeri, marcând 24 goluri și primind 9 goluri,cu un golaveraj de +15 goluri.
- Club Sportiv Minaur Baia Mare a terminat Play Out pe locul 3,reușind menținerea în Liga a III a.

Cupa României  2023 - 2024.
- 09.08.2022 în Faza II a Cupei României, disputată la Satu Mare pe "Stadionul Olimpia" între:  Club Sportiv Minaur Baia Mare - CSM Satu Mare scor 3 - 2.
- 16.08.2023 în Faza III a Cupei României, disputată la Zalău pe "Stadionul Municipal" între:  Club Sportiv Minaur Baia Mare - Sport Club Municipal Zalău scor 1 - 5.

Liga III  2024 - 2025.
- În  sezon 2024 - 2025 al Ligii III, Seria X echipa Club Sportiv Minaur Baia Mare are o evoluție foarte bună, terminând campionatul regulat pe locul 1, iar la finalul sezonului sa calificat în Play Off însă nu a reușit să promoveze în  Liga a-II-a.
- În sezonul regulat echipa Club Sportiv Minaur Baia Mare a adunat un total de 42 puncte din 18 meciuri disputate, obținând 13 victorii, 3 egaluri și 2 înfrângeri, marcând 47 goluri și primind 20 goluri,cu un golaveraj de +27 goluri.
- Datorită locului 1 obținut în sezonul regulat, echipa Club Sportiv Minaur Baia Mare a fost repartizată în grupa Play Off.
- În Play Off, echipa Club Sportiv Minaur Baia Mare a adunat un total de 17 puncte din 9 meciuri disputate, obținând 5 victorii, 2 egaluri și 2 înfrângeri, marcând 18 goluri și primind 9 goluri,cu un golaveraj de +9 goluri.
- Club Sportiv Minaur Baia Mare a terminat Play Off pe locul 1, devenind campioana seriei, cu un total de 59 puncte.
- 21.05.2025 în prima manșă a Barajul de promovare pentru Liga II -a, disputată la Timișoara pe "Stadionul Electrica" între: Club Sportiv Minaur Baia Mare - SSU Politehnica Timișoara scor 2 - 1.
- 24.05.2025 în returul Barajul de promovare pentru Liga II -a, disputată la Baia Mare pe "Stadionul Viorel Mateianu" între: Club Sportiv Minaur Baia Mare - SSU Politehnica Timișoara scor 1 - 2, și (scor 7 - 9 penalty)

Cupa României  2024 - 2025.
- 31.07.2024 în Faza I a Cupei României, disputată la Satu Mare pe "Stadionul Someșul" între:  Club Sportiv Minaur Baia Mare - Olimpia Satu Mare scor 5 - 1.
- 07.08.2024 în Faza II a Cupei României, disputată la Baia Mare pe "Stadionul Viorel Mateianu" între:  Club Sportiv Minaur Baia Mare - CSM Sighetu Marmației scor 3 - 2.
- 14.08.2024 în Faza III a Cupei României, disputată la Baia Mare pe "Stadionul Viorel Mateianu" între:  Club Sportiv Minaur Baia Mare - SCM Zalău scor 1 - 0.
- 27.08.2024 în Play Offul  Cupei României, disputat la Baia Mare pe "Stadionul Viorel Mateianu" între:  Club Sportiv Minaur Baia Mare - CSM Râmnicu Vâlcea scor 2 - 3.

Meci  Amical Internațional 2025.
- În 12.02.2025 are loc meciul amical disputat la Cigánd între echipele:  Minaur Baia Mare - Cigánd (Ungaria ) scor 3 - 0.

Liga III  2025 - 2026.
- Competiția încă nu a început, sau este în desfășurare.

Cupa României  2025 - 2026.
- 06.08.2025 în Faza II a Cupei României, disputată la Sighetu Marmației pe "Stadionul Solovan" între:  Club Sportiv Minaur Baia Mare -CSM Sighetu Marmației scor 0 - 2.

## Stadion

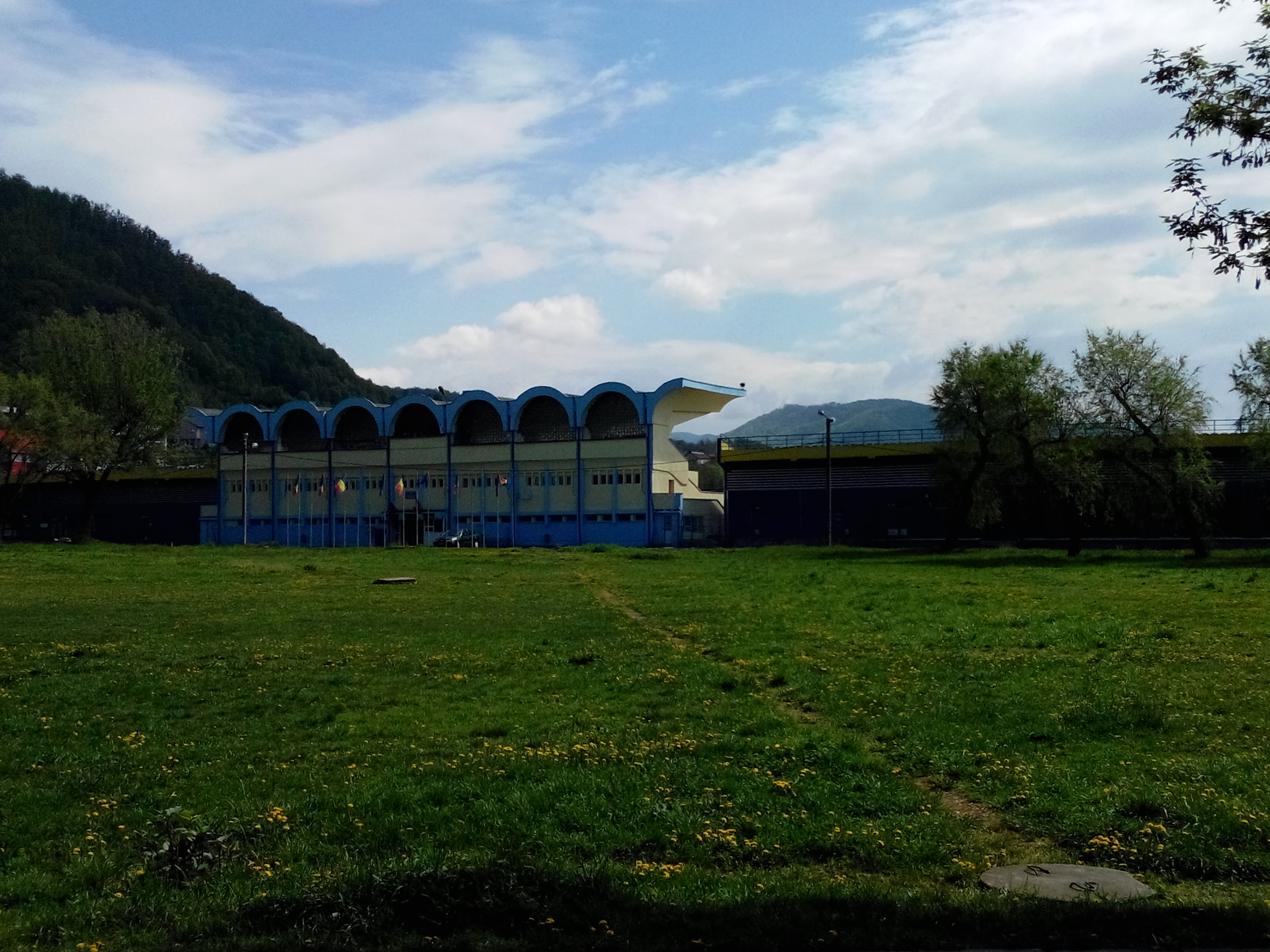
Stadionul Viorel Mateianu

Arena sportivă de-a lungul timpului a purtat mai multe denumiri:
- Stadionul Orășenesc (1896 - 1923)
- Stadionul Municipal (1923 - 1950)
- Stadionul 23 August (1950 - 1990)
- Stadionul Dealul Florilor (1990 - 2010)
- Stadionul Viorel Mateianu (2010 - prezent)

Stadionul Orășenesc (1896 - 1923)
- Încă  din 1896,pe Câmpul Tineretului din Baia Mare se joacă fotbal pe vechiul  Stadion Orășenesc.[34]
- Încă  din 1 iunie 1903 de când a fost atestată oficial echipa  “Fotbal Club Baia Mare“, acesta își dispută meciurile de acasă pe arena amplasată pe Câmpul Tineretului  nr 1.[35]
- Stadionul Orășenesc era unul rudimentar, cu tribune de lemn.
- Acest stadion era unul rudimentul, cu tribune de lemn, unde echipa “Fotbal Club Baia Mare“ juca meciurile de acasă.
- În 31 iulie 1903 echipa “Fotbal Club Baia Mare“ a disputat primul meci de fotbal, împotriva Șepcilor ALBASTRE și ALBE.[36]
- În data de 20 august 1903 în ziarul “Nágybanya” se relatează  o invitația, azi după masă la ora 17:00 pe Arena Orașului, echipa locală de fotbal “Fotbal Club Baia Mare“ va susține un meci de fotbal.[37][38]

Stadionul Municipal (1923 - 1950)
- Pentru Baia Mare devenea tot mai evident necesitatea construiri unui stadion modern pentru susținerea sportului.
- Altfel în anul 1922 au început lucrările noului stadion de fotbal,prevăzut și cu o pistă de atletism cu 6 benzii, cu capacitatea de 16.000 mii de locuri.[39]
- În 9 aprilie 1923 se inaugurează, pe actualul amplasament, stadionul de fotbal, cu meciul din campionat între Club Sportiv Baia Mare (C.S.B.) - Stăruința Oradea, scor 0-1.[40]
- În 21 iunie 1931 are loc primul meci de fotbal cu caracter internațional dintre Phoenix Baia Mare - Debreceni Vasutas Sport Club 1 - 4.[41]
- În  anul 1934  primul succes internațional Phoenix Baia Mare - Hkoah Viena (Austria) 1 - 0.[42]

Stadionul 23 August (1950 - 1990)
- În anul 1950, Stadionul 23 August a fost conceput ca un stadion olimpic, pe care se puteau desfășura meciuri internaționale.[43]
- În afară de evenimentele fotbalistice, se desfășurau manifestări sportive de importanța națională.
- Stadionul a fost conceput la început cu instalație de nocturnă, dar lucrarea nu s-a finalizat.
- La acea vreme, arena  din Baia Mare era una dintre cele mai moderne din țară.
- Arena sportivă, avea și pistă de alergare cu 6 benzi.
- În  9 august 1953 se desfășoară meciul de fotbal între Metalul Baia Mare - Strum Sanct Polten (Austria) 4 - 4 în fața unei asistență de 15.000 spectatori.[44]
- În 1956  se dispută primul meci în nocturnă din Baia Mare, între Energia Baia Mare - Varos Meteor Mateszalka (Ungaria)  5 - 0.[45]
- În perioada  anilor 1970 - 1990, datorită jocului spectaculos și inovator  practicat de echipa Fotbal Club Baia Mare  asistau la meciuri între 25.000 - 30.000  de  spectatori.[46]
- În  15 septembrie  1982 în prima manșă din Cupa Cupelor, disputață la Baia Mare în fața a 25.000 spectatorii FC Baia Mare - Real Madrid scor 0 - 0.[47]
- Echipa Fotbal Club Baia Mare a înscris un gol perfect valabil prin Alexandru Koller, însă albitrul Franz Woeher (Austria) la anulat.
- Pe final de meci, echipa Fotbal Club Baia Mare a avut și o bară, tot prin Alexandru Koller.
- Echipa Fotbal Club Baia Mare în prima manșă a Cupei Cupelor din ediția 1982 - 1983: Adalbert Rozsnyai, Imre Szepi, Miron Borz, Marin Sabau, Alexandru Koller, Radu Pamfil, Cristian Ene, Ioan Tătăran, Lucian Bălan, Constantin Dragomirescu, Viorel Buzgau, Vasile Moldovan.
- Echipa Real Madrid în prima manșă a Cupei Cupelor din ediția 1982 - 1983:Agustín Rodríguez, John Medgod, Benot Serano, Jose Antonio Camacho, Insidorio San Jose, Uli Stielike, Ricardo Gallego, Insidorio San Jose, Ricardo Gallego, Insidro Gonzalez, Angel Santos, Santillana, Juanito Gomez, Alfronso Fraile.

Stadionul Dealul Florilor (1990 - 2010)  
- În 19 septembrie 2007 „Generației de Aur”, a Echipei Naționale de Fotbal a României, a jucat un meci caritabil în fața a aproximativ 16.000 de spectatori: Bogdan Stelea, Florin Prunea, Dan Petrescu, Daniel Prodan, Miodrag Belodedici, Tibor Selymes, Iulian Filipescu, Gheorghe Popescu, Gheorghe Mihali, Liviu Ciubotariu, Ovidiu Sabău, Basarab Panduru, Anton Doboș, Dorinel Munteanu, Gheorghe Hagi, Ilie Dumitrescu, Viorel Moldovan, Marius Lăcătuș, Florin Răducioiu, Adrian Ilie, Costel Gâlcă, Ionuț Lupescu.[48][49]
- În 14 mai 2008 echipa CSA Steaua București care a câștigat Cupa Campionilor Europeni, a susținut un meci caritabil.[50]
- În anii 2007 și 2008, în  cadrul Sărbători Castanelor, pe scena amplasată pe stadion au avut loc mai multe spectacole susținute de artiști: Ansamblu  Național Transilvania, Holograf, Voltaj, Hi-Q, Proconsul (formație),  3 Sud Est, Andra.[51]
- În perioada 2008 - 2010 municipiul Baia Mare a cerut sprijin financiar la Ministerul Tineretului și Sportului, pentru modernizarea  arenei sportive  din Baia Mare la  standarde europene.[52]
- Neprimind sprijin financiar, modernizarea arenei sportive sa oprit.
- Totuși o reabilitare parțială a fost făcută, doar cu fondurile provenite de la consiliul local al  municipiului Baia Mare.
- În momentul de față capacitatea arenei este redusă la jumătate (8.000 mii locuri pe scaune), din motive de siguranță.
- În 04.06.2003 pe "Stadionul Dealul Florilor" din Baia Mare s-a jucat finala campionatului din Liga IV - MM între echipele Gloria Baia Mare - Ocna Șugatag scor 3 - 2.[53]
- În 30.06.2006 pe "Stadionul Dealul Florilor" din Baia Mare s-a jucat un meci amical între FC Baia Mare - Italsofa scor 10 - 6.[54]
- În 04.06.2009 pe "Stadionul Dealul Florilor" din Baia Mare s-a jucat finala campionatului din Liga IV - MM între echipele Someșul Ulmeni - Borșa scor 6 - 1.[55]

Stadionul Viorel Mateianu (2010 - prezent)
- În anul 2010 consiliului local al municipiului Baia Mare, a hotarât schimbarea  numelui stadionului Dealul Florilor în stadionul Viorel Mateianu.
- În 02.06.2010 pe "Stadionul Viorel Mateianu" din Baia Mare s-a jucat finala campionatului din Liga IV - MM între echipele Spicul Mocira - Borșa scor 6 - 2.[56]
- În 09.06.2011 pe "Stadionul Viorel Mateianu" din Baia Mare s-a jucat finala campionatului din Liga IV - MM între echipele C.S Sighetu Marmației - Progresul Șoncuta Mare scor 3 - 2.[57]
- În 12.06.2012 pe "Stadionul Viorel Mateianu" din Baia Mare s-a jucat finala campionatului din Liga IV - MM între echipele Plimob Sighetu Marmației - Spicul Ardusat scor 1 - 0.[58]
- În 12.06.2013 pe "Stadionul Viorel Mateianu" din Baia Mare s-a jucat finala campionatului din Liga IV - MM între echipele Fotbal Club Minerul Baia Mare - Iza Dragomirești scor 6 - 0.[59]
- În 05.06.2014 pe "Stadionul Viorel Mateianu" din Baia Mare s-a jucat finala campionatului din Liga IV - MM între echipele Sighetu Marmației - Speranța Coltău scor 0 - 0. Meciul s-a decis la (penalty) 5 - 4.[60]
- În 06.06.2015 pe "Stadionul Viorel Mateianu" din Baia Mare s-a jucat finala campionatului din Liga IV - MM între echipele Comuna Recea - Vișeul de Sus scor 2 - 1.[61]
- În 11.06.2016 pe "Stadionul Viorel Mateianu" din Baia Mare s-a jucat finala campionatului din Liga IV - MM între echipele  Viitorul Ulmeni - Avântul Bârsana scor 2 - 1.[62]
- În 19.05.2017 pe "Stadionul Dealul Florilor" din Baia Mare s-a jucat un meci amical între fostele glori a achipelor  FC Baia Mare - Olimpia Satu Mare scor 5 - 2.[63]
- În 10.06.2017 pe "Stadionul Viorel Mateianu" din Baia Mare s-a jucat finala campionatului din Liga IV - MM între echipele  Târgul Lăpuș - Avântul Bârsana scor 3 - 0.[64]
- În 24.06.2020 pe "Stadionul Viorel Mateianu" din Baia Mare s-a jucat finala campionatului din Liga IV - MM între echipele  Progresul Șomcuta Mare - Sighetu Marmației scor 1 - 1. Meciul s-a decis la (penalty) 6 - 5.[65]
- În 11.06.2022 pe "Stadionul Viorel Mateianu" din Baia Mare s-a jucat finala campionatului din Liga IV - MM între echipele Sighetu Marmației - Târgu Lăpuș scor 2 - 1.[66]
- În 11.06.2023 pe "Stadionul Viorel Mateianu" din Baia Mare s-a jucat finala campionatului din Liga IV - MM între echipele Academica Recea - Avântul Bârsana scor 1 - 0.[67]
- În 23.04.2023 pe "Stadionul Viorel Mateiani" din Baia Mare s-a jucat  un meci caritabil între  influensări. Team Qwertykey - Team Cafizzio scor 7 - 5.[68]

## Palmares
Liga II: (2) - prezențe
- Sezoane: 2016; 2023;
- Cea mai bună clasare: Locul 6 (1): 2015-2016

Liga III: (9) - prezențe
- Sezoane: 2014; 2015; 2019; 2020; 2021; 2022; 2024; 2025; 2026

 Campioană (4):2015, 2021, 2022, 2025
Cupa României: (11) - prezențe
- Sezoane:2014; 2015; 2016; 2019; 2020; 2021; 2022; 2023; 2024; 2025; 2026
- Faza Grupelor (1): 2023
- Optimi (2): 2016; 2022

Liga a IV-a Maramureș: (2) - prezențe
- Sezoane: 2013; 2018

 Campioană (1):2018
Cupa României – Faza Județeană Maramureș: (2) - prezențe
- Sezoane: 2013; 2018

 Campioană (1):2018

## Meciuri Amicale Internaționale
- 13.07.2022 Minaur Baia Mare - Fotbal Club Hatvan (Ungaria ) scor 1 - 0.
- 13.07.2022 Minaur Baia Mare - Bank Dalnoki (Ungaria ) scor 3 - 0.
- 15.07.2022 Minaur Baia Mare - Fotbal Club Győr (Ungaria ) scor 3 - 0.
- 19.07.2022 Minaur Baia Mare - Tiszafüred Városi Sportegyesület (Ungaria ) scor 4 - 1.
- 20.07.2022 Minaur Baia Mare - Nyíregyháza Spartacus Fotbal Club (Ungaria ) scor 4 - 1.
- 05.02.2023 Minaur Baia Mare - Fotbal Klub Velež Mostar (Bosnia  Herzegovina ) scor 1 - 1.
- 12.02.2025 Minaur Baia Mare - Cigánd (Ungaria ) scor 3 - 0.

## Statistică
Statistica echipei CS Minaur - august 2025.
| Competiții    | Sezoane | Meciuri | Victorii | Egaluri | Înfrângeri | Goluri Marcate | Goluri Primite | Puncte |
| ------------- | ------- | ------- | -------- | ------- | ---------- | -------------- | -------------- | ------ |
| Cupa României | 13      | 30      | 18       | 2       | 11         | 63             | 48             | 56     |
| Liga II       | 2       | 51      | 17       | 17      | 17         | 54             | 48             | 68     |
| Liga III      | 8       | 202     | 114      | 42      | 46         | 399            | 212            | 384    |
| Liga a IV-a   | 2       | 53      | 51       | 1       | 1          | 364            | 26             | 154    |

## Lotul actual
Echipa Minaur Baia Mare la 9 august 2025
Portari
- Croitoru Flavius
- Suldac Marco

Fundași - Apărători
- Jhon Steven Mondragon
- Mocanu Andrei
- Mohamed Camara
- Băican Alexandru
- Darius Mureșan
- Mario Coza
- Achim Laurențiu
- Istrate Mihai

Mijlocași
- Șuket Mario
- Ciocan Sergiu
- Moga Andrei
- Raphael Stănescu
- Denis Buhai
- Bădici Andy
- Raul Vitan
- Cătălin Șofroni
- Dunca Alexandru
- Orosz Andrei
- Cândea Calvin

Atăcanți 
- Baciu Alin
- Babiciu Rareș

## Conducerea clubului
Consiliu de Administrație
- Primăria Municipiului Baia Mare - PROPRIETAR

Personalul tehnic 
- Florin Achim - Team Manager
- Francisc Dican  - Antrenor principal
- Romulus Buia - Antrenor secund
- Vasile Șleam - Antrenor portari
- Ciprian Duruș - Preparator fizic
- Bogdan Șoncutean - Maseur
- Ionuț Andrei  - Asistent medical
- Bumb Dionisiu - Delegat
- Zoicaș Daniel - Media
- Blasz Robert - Magazioner

## Legături Externe
- Materiale media legate de Minaur Baia Mare la Wikimedia Commons
- Site Oficial FC Minerul Baia Mare Arhivat în 20 iunie 2018, la Wayback Machine.